# Кървав меч
Кървав меч (на английски: Blood Sword) е поредица книги-игри, създадена от Дейв Морис (Dave Morris) и Оливър Джонсън (Oliver Johnson) в края на 80-те години на 20 век. Действието се развива в Легенда, фентъзи свят, използван и в серията ролеви игри Dragon Warriors (излезли във Великобритания 1985-86 г.) от същите автори.
Книгите са издадени на български език в периода 1993-1996 г. от издателство „Еквус Арт“. Част от фенове на жанра считат „Кървав меч“ за най-добрите и оригинални книги-игри издадени в България.

## Светът (на) Легенда
Внимание:  Текстът по-долу разкрива сюжета на произведението (или части от него)!
Легенда е митичен и вълшебен свят, населяван предимно от хора, които съжителстват с множество други същества, като елфи, великани, джинове, както и от разнообразни диви зверове и ужасни чудовища. Съществуват няколко континента, като приключенията се развиват само на два от тях, но в книгите има информация и за останалите. В древни времена боговете са управлявали тези земи, но при пристигането на героите, божествата и неземните им сили в по-голямата си част са забравени от простолюдието.
Светът Легенда има забележими прилики с реалния свят от края на 10 век, с много елементи от християнската, гръцката, римската, викингската и арабската митологии. Кръстоносци от „Истинската вяра“ (по аналогия на християнството) са завладели земите Outremer (еквивалент на „The Holy Land“, т.е. Светите земи). Цари усещането за идване на златен век, който обаче ще бъде предшестван от мрачни, трудни, смъртоносни, нещастни и зловещи години.
Наближава година 1000, а с нея и денят на страшният съд. Героите трябва да открият Кървавия меч, за да спасят света от завръщането на Истинските магове, убити в катаклизъм преди 1000 години. Великите магове искат да завладеят света. Само мечът на живота — Кървавият меч, може да ги спре, очевидно, чрез възкресяване на това, което е мъртво (или в случая — немъртво, от англ. undead). За да се изправи приключенецът/ците (т.е. играчът/чите) срещу надвисналата голяма опасност обаче, той трябва първо да обиколи множество от земите на Легенда, за да намери разпръснатите части на меча, да ги съедини и да се върне в злокобната изоставена крепост на маговете Спайт (Spyte) навреме, за да осуети възкресението на маговете или да ги победи в двубой, въоръжен с Кървавия меч.

## Книги от поредицата
Внимание:  Текстът по-долу разкрива сюжета на произведението (или части от него)!
Поредицата книги-игри „Кървав меч“ се състои от пет книги:
1. Бойните ровове на Крарт (The Battlepits of Krarth)
На всеки 13 лунни месеца Маговете на пустата и ледовита страна Крарт провеждат смъртоносно състезание, за да определят кой от тях ще управлява. Отбори от приключенци са пращани в лабиринти, които се простират под тундрата, всеки търсещ Емблемата на победата, която ще спечели властта за техния маг. Това е книга, в която чудовищата и клопките дебнат на всяка крачка.
2. Царство Уирд (The Kingdom of Wyrd)
Героите отиват далеч на север в земите на Уирд, където трябва да издирят могъщ владетел, който владее съня на поданиците си. Само чужденци могат да се изправят срещу него. Този владетел притежава нещо, което е част от пъзела, който героите трябва да решат за да спасят света.
3. Демонски нокът (The Demon's Claw)
Героите пътуват на юг в една магическа страна, която напомня за арабските приказки и където се крие древно подземие, в което според легендите има вход към Ада. Там някъде се крие още една част от артефакта, който героите търсят.
4. Пътят на съдбата (Doomwalk)
Остават само две години до година 1000 и завръщането на Истинските магове. В тази книга героите пътуват до ада в търсенето си на Кървавия меч.
5. Стените на Спайт (The Walls of Spyte)
Истинските магове се завръщат и главните герои притежават единствената сила способна да ги победи, но и тя сама по себе си не е гаранция за успех.

## Начин на игра
Поредицата се различава от много други от същия период поради това, че е предназначена за игра от няколко души едновременно (въпреки че има възможност и за единична игра или един играч да управлява повече от един герой по едно и също време).
Групата на участниците в играта може да съдържа до четири героя, като всеки от тях може да бъде някой от следните класове (типове) приключенци: мъдрец (знахар/духовен учител), магьосник, тарикат (т.е. хитрец/мошеник) или войн (боец). Всеки от тези видове играчи е добре балансиран и предлага различен стил на игра. Героите, заедно с придобитите от тях предмети, се пренасят от книга в книга, давайки усещането за една дълга история.

### Битки
Битки се провеждат на малки, разграфени на квадратчета карти. Всеки един от героите и чудовищата се поставят на нея под формата на фигурки/пионки. Има боен ред, който се следва, и по време на неговото времетраене всеки един герой или противник може да направи едно действие (противниците на приключенците – чудовищата/враговете, се управляват от разказвача, т.е. един обикновено неиграещ game master (GM), който може да е и някой от играещите). След като всички обекти по картата се изредят да действат, започна нов тур, в който най-бързият отново получава възможност да направи нещо (действие, като атака, защита, призоваване на магия, изпълняване на умение и т.н.) първи. А възможностите са: да се премести, да атакува, да се защитава от следващи удари, да ползва умение (например да стреля с лък), да изкаже заклинание (ако е магьосник) и т.н. Битката приключва едва когато или всички герои, или всички противници по картата са избити. Героите имат и възможността да се опитат да избягат. Всички резултати от действията зависят от нивото на героите и от точките (числата), получени от хвърляне на игрални зарове.

### Класове (игрални роли)
- Войн (Warrior) – издръжлив, но не притежава никакви специални умения.
- Тарикат (Trickster) – хитър и ловък крадец, както и чаровен измамник
- Мъдрец (Sage) – монах-войн с мистични сили като левитация и способност да лекува, както и познания по древни религии и фолклор (ancient lore). В много случаи неговата мъдрост може да бъде използвана за разрешаване на проблем или за да предостави повече информация за нещо (напр. за разчитане на текст, написан на непознат език или с непознато писменост, или за разпознаване на определен легендарен предмет/артефакт, както и за даване на допълнителни сведения за света на Легенда).
- Магьосник (Enchanter) – притежава способността да използва различни магии, както по време на битки, така и в някои други случаи.

### Качества
Наричани са още характеристики и в книгите от поредицата биват, както следва:
- Бойно майсторство – показва колко добър боец е героят (и съответно колко повече щети може да нанесе на противници).
- Психически способности – индикатор за възможностите на героя да устои на магии, а в случая на Магьосника – и неговите умения за правене на магии.
- Нюх (Awareness/ловкост/досетливост/съобразителност) – показва бързината и ловкостта на героя.
- Издръжливост – измерва здравето на героите (колко издръжлив е на героят на удари, нанасящи физически и/или магически и психически щети); раните (успешно нанесените с удари щети) причиняват намаляване на точките издръжливост на героя и ако те достигнат 0, героят умира.

Стойностите на параметрите зависят от класата, нивото (като числова стойност) на героя, взети решения през времетраенето на приключението, както и от взетите (налични в инвентара) предмети/артефакти, носени от героя.

## Упадък на жанра на книгите-игри
Книгите-игри от поредицата Кървав меч се смятат за напредничави, с повече игра, от характерното за жанра. Въпреки това, по време на тяхното издаване, много играчи на Запад започват да се отдръпват от книгите-игри и се ориентират към по-пълни ролеви игри (напр. настолни) с по-усложнени игрални механики (правила) и по-богат откъм съдържание игрален свят. Това превръщането последните книги в библиографска рядкост, като изданията са търсени от фенове водени от носталгия, както и от хора, които преоткриват удоволствието от книгите-игри след дълго прекъсване. Възходът на компютърните и конзолни ролеви (RPG) игри се дължи донякъде на фентъзи книгите-игри и настолните ролеви игри и въпреки че първите изместват в голяма степен вторите, те са техен наследник, който носи със себе си магическата, вълнуваща и интригуваща фиктивна атмосфера на хартиените си предшественици, макар и в по-интерактивен вариант и с повече привлекателност за по-широката публика (игрална и фенска аудитория). Влиянието на фентъзи книгите-игри се усеща и в почти всички фентъзи уебкомикси.

### Кървав меч
- Статия за Кървав меч от уебсайта citadelata.com.
- Български преводни издания на някои от книгите от поредицата от уебсайта-онлайн библиотека „Моята библиотека“ (т.нар. Chitanka.info).
- Български портал за ролеви игри „RPG.bg“ — от портала са налични първата и втората част от поредицата, както и ресурси за редица други ролеви игри, включително свободни авторови системи и ролеви кампании. Съдържа и връзки към други български проекти за ролеви игри.
- ((en)) Статия за „Кървав меч“ Архив на оригинала от 2007-03-12 в Wayback Machine., плюс карти и снимки на кориците на английските издания.
- ((en)) Направени от фенове карти за „Кървав меч“ Архив на оригинала от 2006-05-03 в Wayback Machine. – карти на света Легенда, сетинга (измисления свят/земя/вселена), където се развива действието в книгите от поредицата.

### Ролеви игри и книги-игри
- Списък с други известни книги-игри, излезли на английски от бившия уебсайт за abandonware (изоставени) творби/произведения Home of the Underdogs (сега hotud.org).
- Sivosten.bg[неработеща препратка] – български портал с богата база данни от статии за ролеви игри.
- RPG.start.bg Архив на оригинала от 2011-02-19 в Wayback Machine. – българска директория с уебсайтове с тематика „настолни и компютърни и видео ролеви игри“.